# Toyota i-unit
i-unit — украй компактний одномісний засіб пересування. Дебютував у Світі ЕКСПО у 2005 році. Машина є чимось середнім між мікрокаром, мотоциклом і моторизованим екзоскелетом.
| Параметр | Низька швидкість | Висока швидкість |
| -------- | ---------------- | ---------------- |
| Довжина  | 1.100м           | 1.800м           |
| Висота   | 1.800м           | 1.250м           |
| Ширина   | 1.040м           | 0.540м           |
| База     | 0.540            | 1.300            |

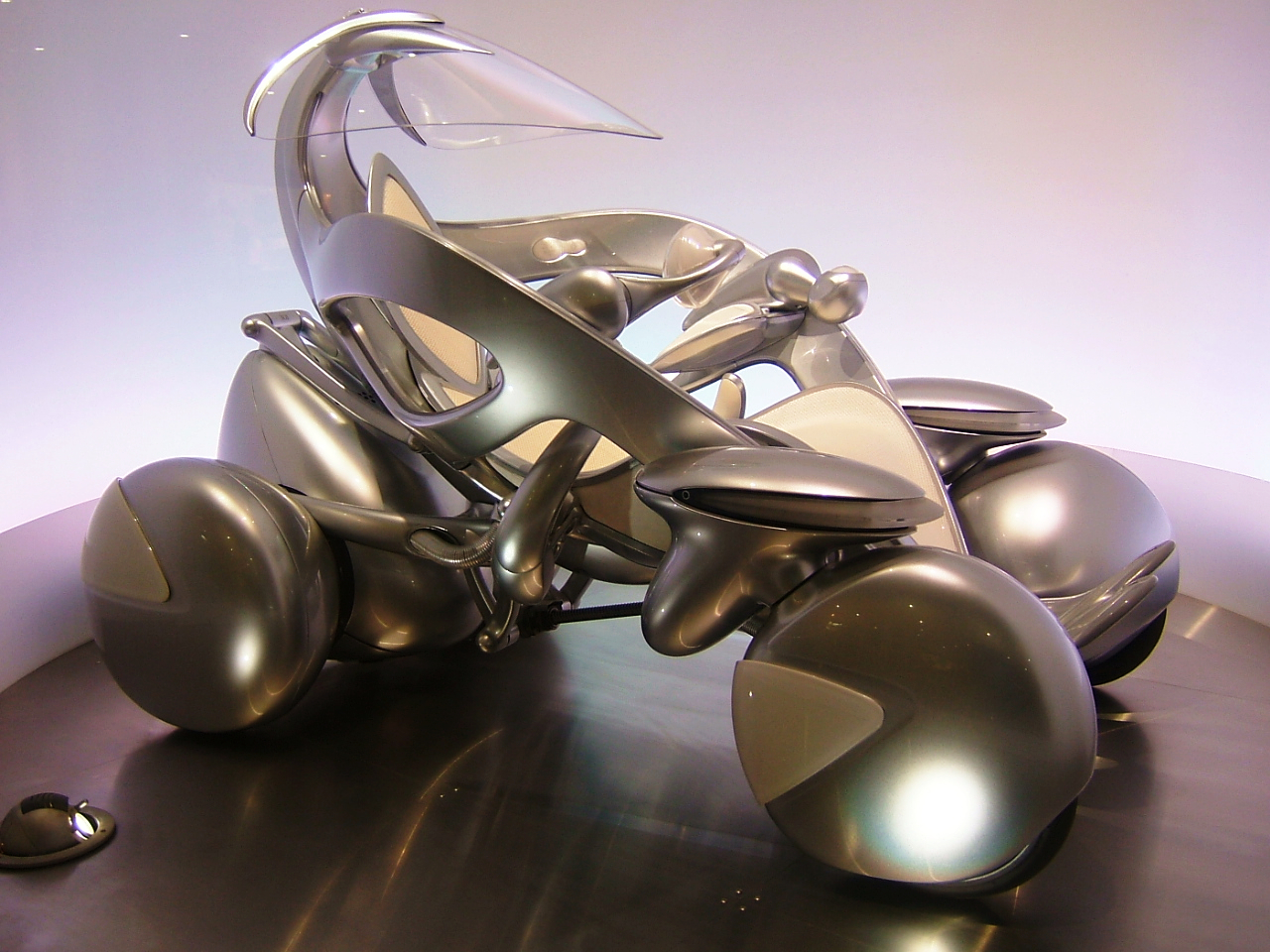
Toyota i-Unit
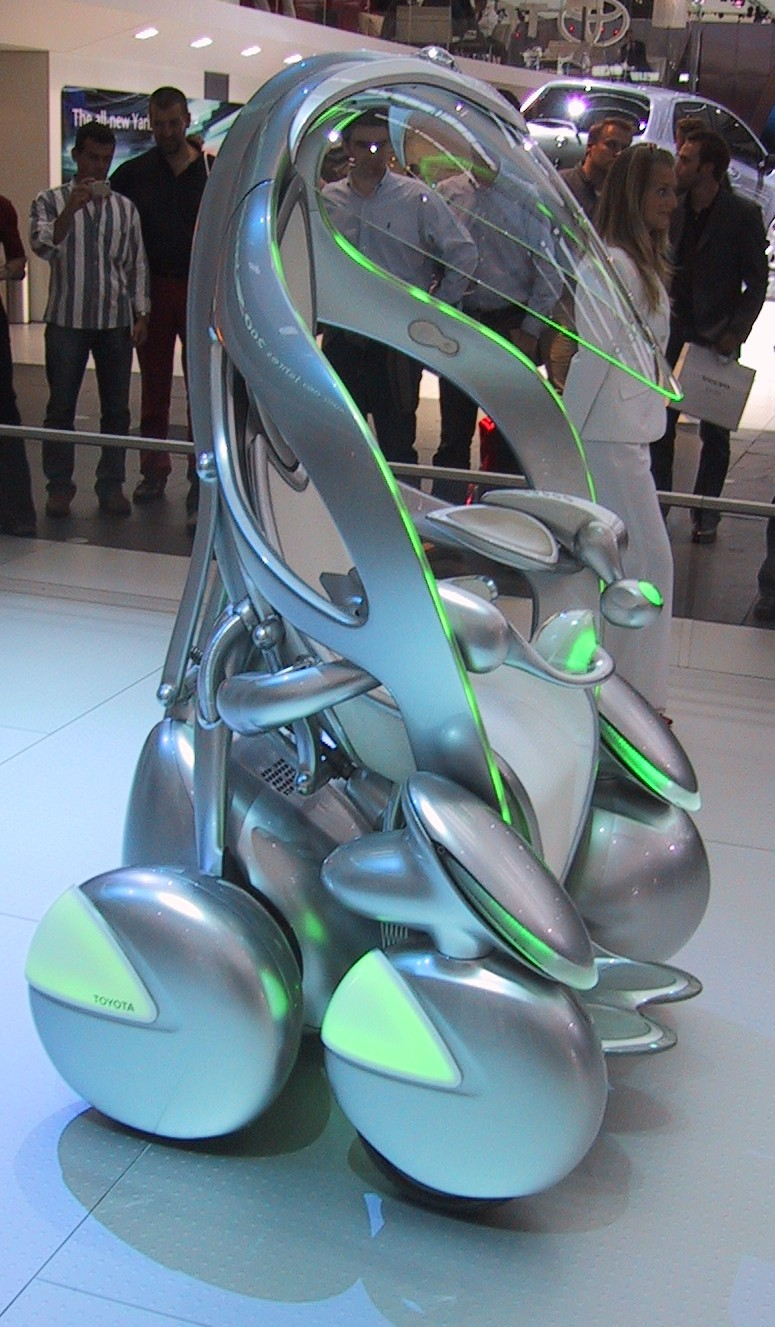
Toyota i-Unit у висоій позиції (Франкфурт 2005 р.)